# Ali Akbar Khan
Ali Akbar Khan (14. dubna 1922 – 18. června 2009) byl indický hudebník hrající hindustánskou klasickou hudbu na sarod. Pocházel z hudební rodiny, jeho prvním učitelem byl jeho otec, rovněž sarodista, Allauddin Khan. Hudbě se později věnovaly i jeho děti. Veřejně poprvé vystupoval v roce 1936, ve svých třinácti letech, v Iláhábádu. Později několikrát hrál se sitáristou Ravim Šankarem. Poté, co se usadil v USA, spolupracoval například s jazzovým hudebníkem Johnem Handym, s nímž nahrál alba Karuna Supreme (1975) a Rainbow (1981). V roce 1956 založil v Kalkatě vlastní školu. Další školu založil v roce 1967 v Berkeley. Roku 1971 vystupoval na Koncertu pro Bangladéš. V roce 1989 získal jedno z nejvyšších indických civilních ocenění, Padma Vibhushan. Již roku 1967 získal další významnou indickou cenu, Padma Bhushan. Pětkrát byl nominován na americkou cenu Grammy. Ovlivnil řadu hudebníků, včetně amerického skladatele La Monte Younga. Zemřel na selhání ledvin v San Anselmu ve věku 87 let.